# Herb gminy Topólka

Herb gminy w latach 2000–2024

Herb gminy Topólka – jeden z symboli gminy Topólka, autorstwa Krzysztofa Dorcza, ustanowiony 27 kwietnia 2000, ze zmianą 30 grudnia 2024.

## Wygląd i symbolika
Herb przedstawia na tarczy w polu złotym zielony wizerunek topoli z dziewięcioma liśćmi. Jest to herb mówiący, nawiązujący do nazwy gminy.